# Forteresse de Khotin
 (novembre 2016).
La forteresse de Khotin (en ukrainien : Хотинська фортеця, Khotins'ka fortetsia ; en moldave/roumain : Cetatea Hotin, en polonais : twierdza w Chocimiu ; en turc : Hotım Kerman) est une forteresse de l’ancienne principauté de Moldavie située dans la ville moderne de Khotin, aujourd'hui en Ukraine. Elle s’élève sur la rive droite (sud) du Dniestr, dans l’oblast de Tchernivtsi et est comptée parmi les « Sept merveilles d'Ukraine ». Elle faisait partie, avec Soroca, Tighina et Cetatea Albă, des quatre points fortifiés par les souverains moldaves, surplombant les quatre principaux gués du Dniestr. Toutes ont été convoitées et fréquemment assiégées par les peuples guerriers des steppes, par le Royaume polono-lituanien, par l’Empire ottoman et par l’Empire russe (qui, en 1812, finira par toutes les annexer).

## Histoire
La forteresse est bâtie sur un fort en bois, construit au IXe siècle par les Iasses, qui commerçaient par le gué du Dniestr avec la Rus' de Kiev. Cette dernière, gouvernée par le prince Vladimir Sviatoslavich, en construisit un autre sur le rive gauche du fleuve. Ces deux forts en bois, iasse et russe, gardaient le gué situé sur d’importantes routes commerciales reliant la mer Baltique à la mer Noire, Kiev à la Hongrie et les basses terres de Polésie aux plateaux moldaves et podoliens, alors peuplés de Slavo-Volokhs nommés “Volochovènes“ par les sources russes, et que les sources soviétiques considèrent comme les ancêtres des Moldaves.
À la fin du XIe siècle, le fortin dépendait au voïvodat moldave d’Onut (aujourd’hui simple village du raïon de Zastavna, à l’ouest de Khotin) qui, dans les années 1140, était vassal de la principauté de Halych, puis, en 1199 de celle de Galicie-Volhynie. Entre 1250 et 1264, le prince Daniel de Galicie et son fils Lev aident les voïvodes moldaves d’Onut à reconstruire la forteresse : ils y ajoutèrent un mur de pierre d’un demi-mètre et un fossé de 6 mètres de profondeur. Dans la partie nord de la forteresse, furent ajoutés de nouveaux bâtiments. Dans la seconde moitié du XIIIe siècle, elle fut reconstruite par les voïvodes moldaves de Baia, vassaux cette fois de la Hongrie.
La première forteresse en pierre, plus petite que l’actuelle, fut construite en 1325 sur un promontoire rocheux, surplombant la rive droite du Dniestr, par ces mêmes voïvodes moldaves vassaux de la Hongrie, grâce à l’argent apporté par les marchands génois de la mer Noire. Elle était située sous la tour nord d’aujourd'hui. Au fil des siècles, cette forteresse subit de multiples modifications et fut endommagée par de nombreux sièges.
Après l’indépendance de la Moldavie en 1359, la forteresse fut consolidée dans les années 1380 puis 1460. Le voïvode Étienne III de Moldavie, l’agrandit, élevant des murailles de 40 mètres de haut et de 5 à 6 mètres d’épaisseur. Il fit aussi ajouter les trois autres tours et surélever le plancher de la cour intérieure de 10 mètres. La cour fut divisée en deux parties séparées pour les bêtes et les troupes, tandis que boyards, archers et officiers se tenaient dans les étages. De profonds souterrains furent aussi creusés, servant de baraquements et d’entrepôts, de quoi tenir un siège. Avec cette reconstruction, la forteresse acquit la structure que l’on peut voir maintenant. De 1359 à 1713, elle servit de point d’appui stratégique aux voïvodes moldaves.
En 1476, la garnison du fort tint tête à l’armée ottomane du sultan Mehmed II. En revanche, elle fut prise par les forces polono-lituaniennes du hetman Jean Tarnowski en 1538. Les canonnades de l’union de Pologne-Lituanie affaiblirent les murs de la forteresse, détruisirent les trois tours et une partie du mur ouest. Après avoir été rendue à la Moldavie, la citadelle fut rénovée de 1540 à 1544 par le voïvode Pierre IV Rareș. Au XVIe siècle, en 1563, le général polonais Dimitri Wiśniowiecki avec 500 Cosaques zaporogues prit à nouveau brièvement la forteresse.

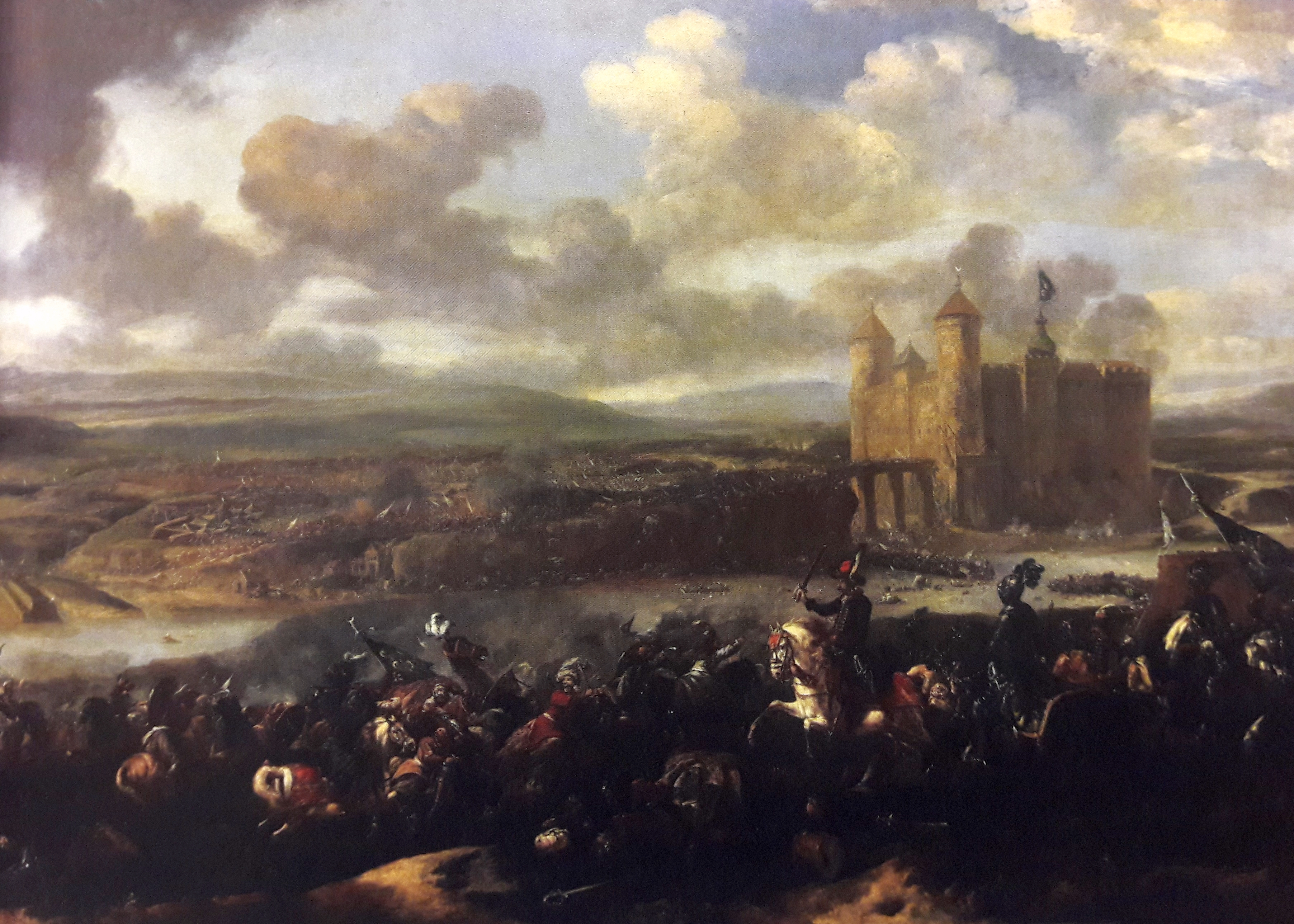
Bataille en 1673.

En 1600, le père de Petru Movilă, Simion Movilă et son frère Ieremia Movilă, voïvodes de Moldavie, se réfugièrent dans la forteresse de Khotin et s’y défendirent vainement contre le voïvode de Valachie, Michel Ier le Brave. Celui-ci finit par prendre la forteresse et les Movilă durent s’exiler en Pologne.
Les Polonais en 1615 et les Ottomans en 1620 assiégèrent la forteresse sans la prendre. En septembre et octobre 1621, la coalition moldave (15 000 hommes) et polono-lituanienne (25 000 hommes sous le commandement de Petro Sahaïdatchnyi, 15 000 sous celui de Yatsko Borodavka et les 35 000 Cosaques du hetman Jan Karol Chodkiewicz) y tinrent tête à l’armée entière du sultan turc Osman II lors de la bataille de Hotin. Le 8 octobre 1621, Osman II signa le traité de paix de Hotin fixant la frontière entre l’union de Pologne-Lituanie et l’Empire ottoman.

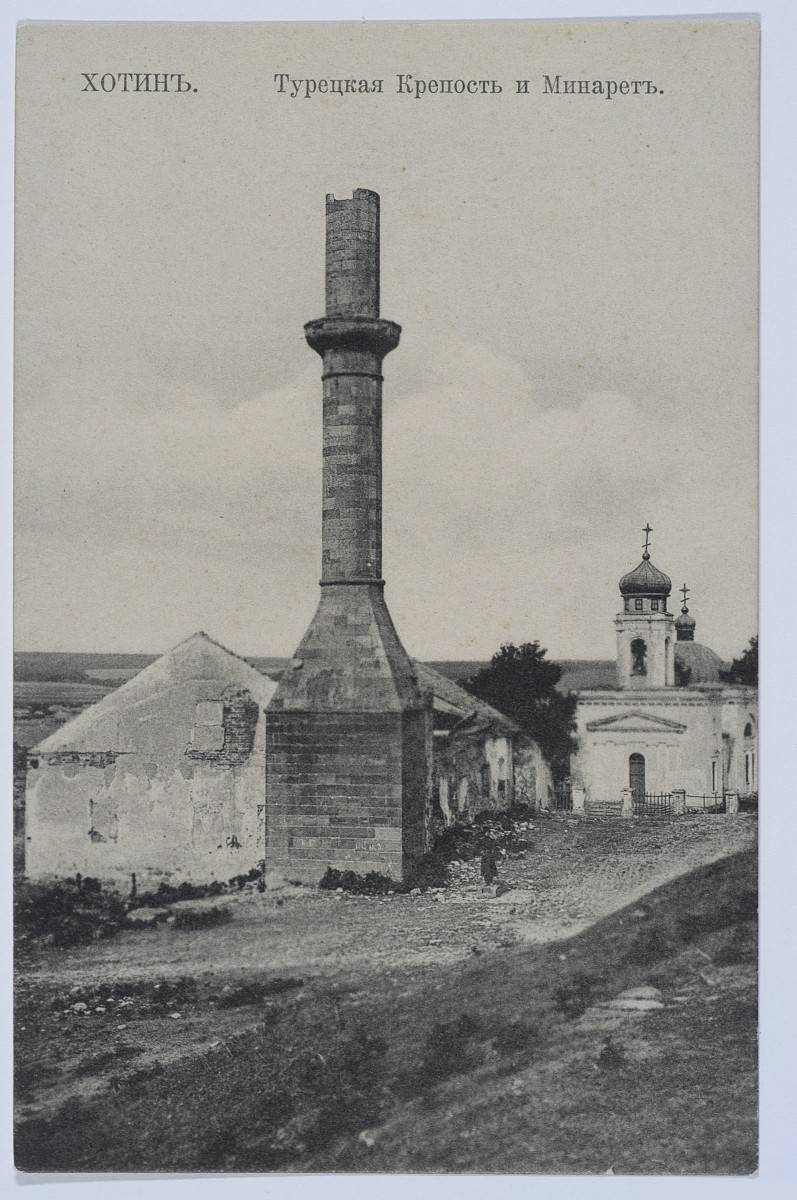
La mosquée.

Durant tous ces conflits, la Moldavie, pour sauvegarder son autonomie, n’a cessé de louvoyer entre l’union de Pologne-Lituanie et l’Empire ottoman, se reconnaissant vassale tantôt de la première (1387 – 1455, 1597 – 1616 et 1615 – 1623) tantôt du second (1455 – 1457 et à partir de 1538) et combattant tantôt d'un côté, tantôt de l'autre : par exemple, en 1621, bien que vassale de l’Empire ottoman, elle avait combattu contre le sultan aux côtés des Polonais. C’est pourquoi, au traité de Hotin, outre la garnison moldave, une troupe de l’union de Pologne-Lituanie et une unité de janissaires turcs furent autorisées à y stationner à partir de 1622 pour assurer la paix mutuelle. Moldaves, Polonais et Turcs aménagèrent leurs quartiers et agrandirent ainsi la forteresse.

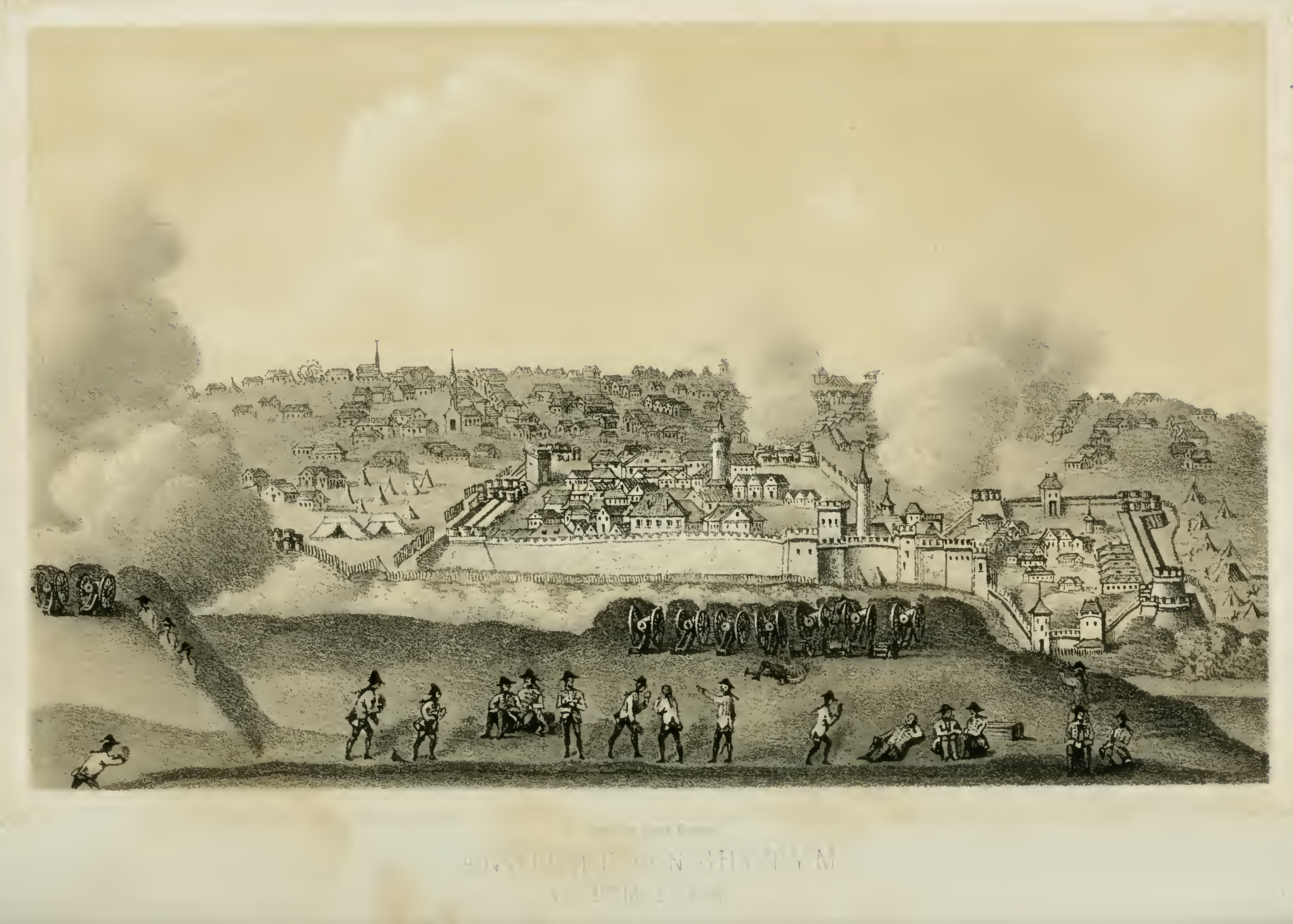
Siège lors de la Guerre austro-turque de 1788-1791.

Bogdan Khmelnitski s’établit dans la forteresse pendant une courte période durant le printemps de 1650. En 1653, lors de la bataille de Jvanets sur la rive gauche du Dniestr, la garnison moldave de Khotin prit part à la bataille, une fois encore contre le suzerain ottoman de la Moldavie. En novembre 1672, les janissaires furent chassés de la forteresse par Jean III Sobieski à la tête d’une armée polonaise, ukrainienne (Cosaques zaporogues) et moldave. Mais l’Empire ottoman prit la forteresse en décembre, en même temps qu’il annexa la Podolie cédée par l’union de Pologne-Lituanie. Hotin fut rendue à la Moldavie, mais dut accueillir à nouveau une garnison de janissaires jusqu’en 1699, année où le traité de Karlowitz rendit la Podolie à la Pologne. Mais en 1713, la forteresse, la ville et le comté de Hotin furent détachés de la Moldavie et annexés par l’Empire ottoman (raya : marche militaire).
Rendue une dernière fois à la Moldavie en 1776 par les Autrichiens, la forteresse fut annexée par la Russie en 1812, en même temps que toute la Moldavie orientale nommée depuis lors Bessarabie. Elle tomba en ruine et le resta aussi bien sous la monarchie roumaine (1918 – 1940) que sous les débuts du régime soviétique ; des combats eurent encore lieu dans les parages durant la Première Guerre mondiale entre Allemands et Russes puis en 1919 – 1920 entre Polonais, Français de l’armée Berthelot et Roumains d’un côté contre les bolchéviks russes de l’autre, et enfin durant la Seconde Guerre mondiale entre Allemands et Soviétiques en juin 1941 et en mars 1944.
La forteresse de Khotin fut enfin restaurée par les Soviétiques dans les années 1975 – 1980 mais les inscriptions des souverains moldaves et la tête d’aurochs de la principauté sculptée au-dessus du portail, ont été enlevées comme « symboles du féodalisme ». Aujourd’hui la forteresse est considérée comme l’une des « Sept merveilles d'Ukraine », au Registre national des monuments d'Ukraine et au registre du patrimoine naturel d'Ukraine avec son parc tout en appartenant également au patrimoine historique de la république de Moldavie, de la Roumanie et de la Pologne, même si l’approche muséologique ukrainienne considère ces pays comme des envahisseurs étrangers du site au même titre que les Ottomans.

## Culture populaire

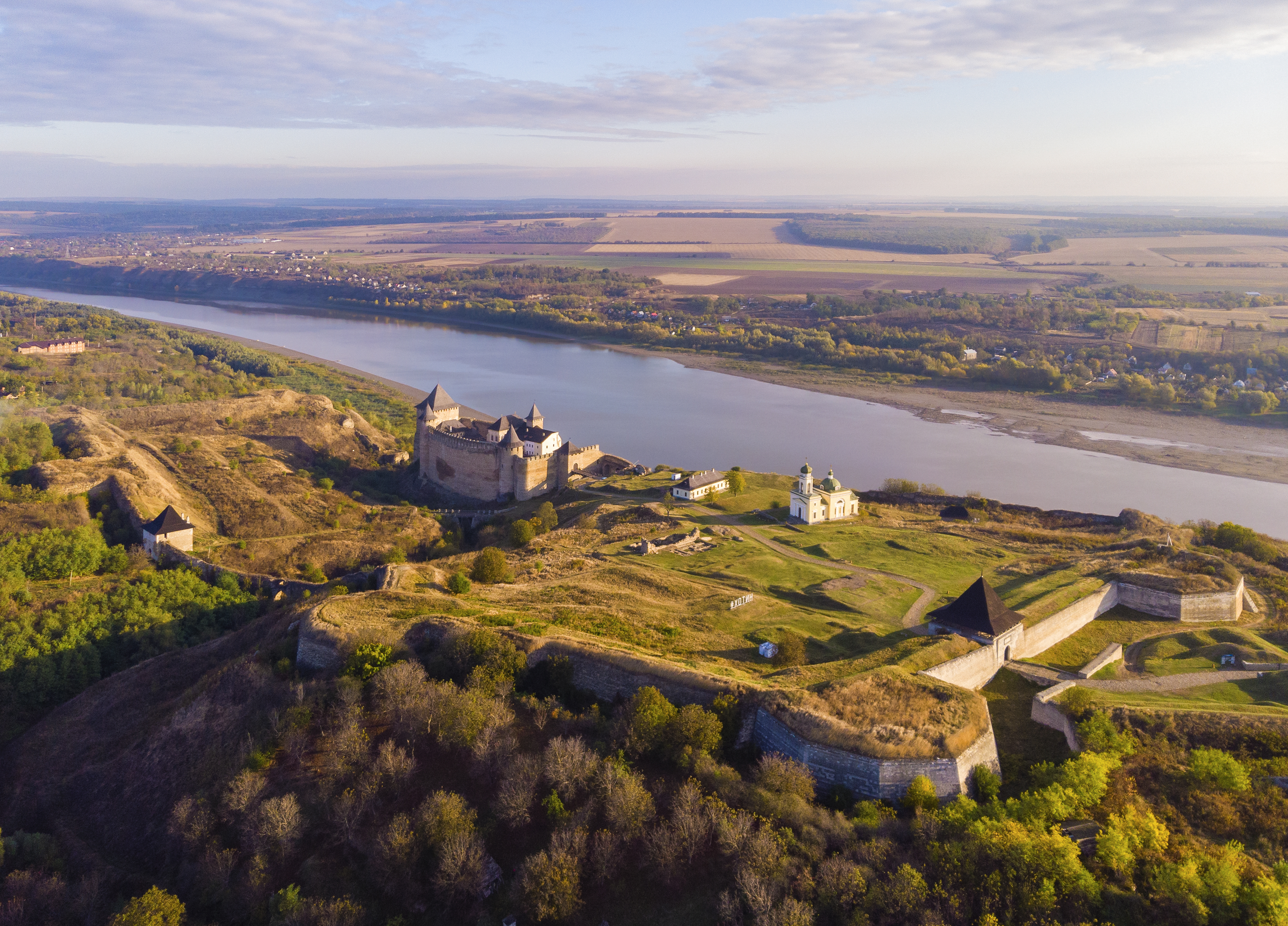
La forteresse de Khotin.

La forteresse a été utilisée plusieurs fois dans des films de cape et d’épée, et a représenté maintes fois des châteaux français et anglais, servant de décor à des reconstitutions historiques. Plus récemment, la forteresse apparut dans le film russe Tarass Boulba, film basé sur le livre du même nom de Nicolas Gogol.